# مارك رايت (شخصية تلفزيونية)
مارك تشارلز إدوارد رايت (من مواليد 20 يناير 1987) هو شخصية تلفزيونية إنجليزية، ومراسل ترفيهي، ولاعب كرة قدم محترف سابق لعب آخر مرة مع فريق كراولي تاون الدوري الإنجليزي الدرجة الثانية. اشتهر بظهوره كعضو فريق عمل في المواسم الثلاثة الأولى من مسلسل إسكس هي الطريق الوحيد. اكتسب مارك المزيد من الشعبية بعد ظهوره في الموسم الحادي عشر من برنامج أنا مشهور... أخرجوني من هنا! حيث احتل المركز الثاني، والموسم الثاني عشر من برنامج الرقص مع النجوم، حيث احتل المركز الرابع.
وهو أيضًا مقدم حالي في برنامج القلب (شبكة الراديو) بعد ظهر يوم السبت.

## حياة مهنية

### كرة القدم
قبل ظهوره في برنامج إسكس هي الطريق الوحيد، كان مارك لاعب كرة قدم شبه محترف، حيث قضى مسيرته الكروية في شبابه في وست هام يونايتد، وأرسنال، وتوتنهام هوتسبير.
بدأ مسيرته الكروية مع نادي ساوثيند يونايتد، لكنه انتقل إلى النوادي الليلية للترويج واللعب في دوريات الهواة فقط. في نوفمبر 2006، تم إعارته من نادي جرايز أثليتيك إلى نادي كرولي تاون، وهو نادي من الدوري الوطني. في 27 يناير 2007، سجل الهدف الوحيد في الفوز 1-0 على تامورث. في مارس من ذلك العام، تم إعارته إلى نادي راشدين آند دايموندز لبقية الموسم. لعب مارك مرة واحدة مع منتخب إنجلترا لكرة القدم ج، حيث شارك في هزيمة أمام منتخب البوسنة والهرسك ب في 16 سبتمبر 2008.
في يناير 2012، أفادت التقارير أنه أعاد إحياء مسيرته الكروية شبه الاحترافية، بالتوقيع مع نادي سانت نيوتس تاون، لكن مارك نفى ذلك على حسابه على تويتر.
عاد مارك إلى كرة القدم الاحترافية في سن 33 عامًا في 14 ديسمبر 2020، حيث وقع مع نادي كراولي تاون في الدوري الثاني على أساس غير تعاقدي. بدأ عودته في الجولة الثالثة من كأس الاتحاد الإنجليزي، حيث دخل كبديل في الدقيقة 90 حيث فاز كرولي 3-0 على فريق الدوري الإنجليزي الممتاز ليدز يونايتد في 10 يناير 2021. كما لعب شقيقه، جوش، في المباراة أيضًا، بعد أن وقع مع كرولي في يناير 2021. شارك مارك لأول مرة في دوري الدرجة الثانية ضد هاروغيت تاون في 6 فبراير، وتم استبداله في الشوط الأول في خسارة على أرضه بنتيجة 3-1. تم إطلاق سراحه من قبل كرولي في نهاية موسم 2020-21.

### تلفزيون
في أكتوبر 2010، كان مارك أحد أعضاء فريق التمثيل الأصليين في برنامج الواقع إسكس هي الطريق الوحيد على آي تي في. أعلن عن مغادرته العرض في 23 أكتوبر 2011، قرب نهاية الموسم الثالث. عاد لاحقًا لظهور قصير في الموسم السادس، وأيضًا في الحلقة الخاصة بعيد الميلاد عام 2012. وعاد لفترة وجيزة مرة أخرى في عام 2014 ومرة أخرى في عام 2016.
في نوفمبر 2011، شارك مارك في الموسم الحادي عشر من برنامج أنا من المشاهير. أخرجوني من هنا! كان وصيفًا، وخسر أمام عازف الجيتار في فرقة مكفلاي دوجي بوينتر.
من يناير 2012 حتى عام 2017، قدم مارك ولورا جاكسون برنامج خذني للخارج :القيل والقال المشتق من البرنامج على قناة آي تي في2. استضافت زوي هاردمان سابقًا مع مارك. لم يتم عرض المسلسل في عام 2018. كما ظهر كخبير في اللياقة البدنية في برنامج إفطار آي تي في الفجر لمدة أسبوعين، ليقدم مسلسله القصير نقص الوزن معي في دبي.
من 20 يونيو إلى 7 يوليو 2012، قدم مارك وقام ببطولة عرض جديد على قناة آي تي في2 بعنوان ليالي هوليوود لمارك رايت. تم إسقاطه لاحقًا بعد سلسلة واحدة. وكان من المقرر أن يشارك في تقديم المسلسل الترفيهي الجديد مع ميلاني سايكس بعنوان رجلي يستطيع. بعد تصوير مسلسل واحد، اتخذت قناة آي تي في قرارًا بعدم بث العرض.
منذ عام 2013، كان مارك مراسلاً في المسلسل التلفزيوني مفاجأة! مفاجأة!.
في عام 2014، قدم مارك برنامجه الواقعي الخاص على قناة آي تي في2 بعنوان حفلة رايت حول العالم. في عام 2014، كان مارك أحد المشاهير المتنافسين في الموسم الثاني عشر من برنامج الرقص مع النجوم. لقد تم إقرانه مع الراقصة المحترفة كارين هاور. وصل الزوجان إلى النهائي حيث حصلوا على المركز الرابع.
كما قدم مارك برنامج مهندسو الأوكار مع لورين ليفيلد على قناة سي بي بي سي من عام 2015 حتى عام 2017. غادر في نهاية الموسم الثاني وتم استبداله بجو تراسيني.
في ديسمبر 2016، ظهر مارك في حلقة من برنامج الرويالز (الموسم 3، الحلقة 1).
قدم مارك برنامج الأخبار الترفيهية الأمريكي إكسترا من إنتاج تلفزيون وارنر بروس من عام 2017 إلى عام 2020.
يقدم مارك الموسم السادس من برنامج أعزب في القفص الذهبي على القناة الخامسة، والذي يستند إلى البرنامج التلفزيوني الأمريكي الذي يحمل نفس الاسم.
في 5 يوليو 2019، قدم مارك برنامج هذا الصباح مع روشيل هيومز كضيف. قام مارك بدور البطولة في برنامج "من تظن نفسك؟" على قناة بي بي سي. في سبتمبر 2019.
في يناير 2021، ظهر مارك في المسلسل القصير على بي بي سي آي بلاير، مارك رايت: الفرصة الأخيرة، حول جهوده لإحياء مسيرته الكروية الاحترافية مع كرولي تاون.

### راديو
منذ 24 ديسمبر 2012، قدم مارك عرض "كلاسيكيات النوادي" كل مساء جمعة وسبت على قناة القلب، بين 7 و8 مساءً. مساءا و 9 مساءا. غادر في ديسمبر 2017 عندما انتقل إلى الولايات المتحدة، وعاد إلى المحطة في يوليو 2019. في مارس 2020، بعد انشقاق سيان ويلبي إلى كابيتول إف إم، تولى فترة المساء من الاثنين إلى الخميس في المحطة.
في ديسمبر 2021، غادر فترة المساء من الاثنين إلى الخميس ليتولى ديف جريفين المسؤولية في بداية العام الجديد. يقدم الآن عرضًا في وقت مبكر من المساء يوم السبت من الساعة 4 إلى 7 مساءً.
اعتبارًا من مارس 2024، يستضيف مارك برنامجًا أسبوعيًا مع أولي مورس من الساعة 9 صباحًا حتى 12 ظهرًا أيام السبت، عبر شبكة راديو القلب.

### أعمال أخرى
في يونيو 2013، تم التعاقد مع مارك من قبل شركة البيع بالتجزئة عبر الإنترنت العملاقة، ليتلوودز، ليكون الوجه الجديد لأزياء الرجال، حيث يقوم بتصميم وعرض مجموعة كبسولة كل موسم لخط أزياء الرجال الخاص بشركة ليتلوودز، جودسولز. في سبتمبر 2018، تم توقيعه مع شركة ماتالان ليكون وجهًا لمجموعة ملابس الرجال الخاصة بهم.
في يونيو 2016، شارك في سوكر إيد لأول مرة. لقد لعب لصالح منتخب إنجلترا. وسجل هدفًا من ركلة حرة مباشرة في المباراة التي انتهت بفوز الفريق 3-2، وتم اختياره كرجل المباراة. كما لعب مارك أيضًا في إصدارات عامي 2018 و 2019 من سوكر إيد.

## الحياة الشخصية
مارك هو ابن كارول ومارك رايت الأب، وشقيق لاعب كرة القدم المحترف جوش مارك، الذي لعب معه في كراولي تاون، وزميله في فريق عمل إسكس هي الطريق الوحيد جيس مارك. لديه أخت أصغر منه. كانت جدته هي المربية بات.
في 22 فبراير 2009، كان مارك أفضل رجل في حفل زفاف نجمة تلفزيون الواقع جادي جودي وجاك تويد، حيث كان صديق طفولة للعريس. تم عرض لقطات من الحفل في سلسلة سكاي ليفينغ: جايد – نجمة الواقع التي غيرت بريطانيا في 2019. في أغسطس/آب 2011، ظهر مارك أمام محكمة ريدبريدج الابتدائية بتهمة استخدام سلوك تهديدي في ليلة خارج المنزل. تمت تبرئته، في حين أقر تويد بالذنب في تهمة الاعتداء العادي.
كان مارك على علاقة مع زميلته في فريق عمل الطريقة الوحيدة هي إسكس لورين جودجر. منذ ديسمبر 2012، كان مارك في علاقة مع الممثلة السابقة في مسلسل شارع كورونيشن ميشيل كيغان. تزوجا في 24 مايو 2015. في ديسمبر 2024، أعلن الزوجان أنهما ينتظران طفلهما الأول معًا. ولدت ابنتهما في 6 مارس 2025. إنهم يعيشون في إيبينغ.
في عام 2016، ظهر مارك في برنامج هذا الصباح للحديث عن تجربته مع اضطراب الوسواس القهري التناظري كجزء من أسبوع التوعية باضطراب الوسواس القهري لعام 2016. في ديسمبر 2021، خضع مارك لعملية جراحية لإزالة 12 ورم سم، والذي تم الكشف عنه لاحقًا أنه غير سرطاني.
وفقا لكتاب من تظن نفسك؟ كان جد مارك الأكبر من أصل يهودي، وكان جده الأكبر تسع مرات، ديفيد أنطونيو دي ميندوزا، متحولًا من أصل يهودي سفارادي، وقد ألقي القبض عليه من قبل محاكم التفتيش الإسبانية في عام 1696 بتهمة ممارسة دين أجداده سرًا. ديفيد، الذي كان عمره 36 عاماً في ذلك الوقت، تعرض للتعذيب لمدة عامين في إشبيلية باستخدام أساليب من بينها التوكا. وبعد خروجه من السجن، انتقل ديفيد مع عائلته إلى أمستردام حيث أصبح من الآمن ممارسة عقيدتهم. ومع ذلك، عاد ابن أخيه ميغيل إلى إسبانيا وأُحرق على المحك.

## سياسة
مارك هو من أنصار حزب المحافظين وكان قد دعا الناس في السابق إلى دعم رئيسة الوزراء آنذاك تيريزا ماي ؛ كما أيد شون بيلي في انتخابات عمدة لندن عام 2021.

## إحصائيات المهنة
آخر تحديث المباراة لعبت في 6 فبراير 2021
.
| النادي             | الموسم          | الدوري                           | الدوري | الدوري  | كأس الإتحاد الفنلندي | كأس الإتحاد الفنلندي | غيرها  | غيرها   | مجموع  | مجموع   |
| النادي             | الموسم          | القسم                            | الظهور | الأهداف | الظهور               | الأهداف              | الظهور | الأهداف | الظهور | الأهداف |
| ------------------ | --------------- | -------------------------------- | ------ | ------- | -------------------- | -------------------- | ------ | ------- | ------ | ------- |
| الرمادي الرياضي    | 2006–07         | المؤتمر الوطني                   | 0      | 0       | 0                    | 0                    | 1[أ]   | 0       | 1      | 0       |
| "كرولي تاون" (قرض) | 2006–07         | المؤتمر الوطني                   | 9      | 1       | 0                    | 0                    | 0      | 0       | 9      | 1       |
| (شاشدن & دياموندز) | 2006–07         | المؤتمر الوطني                   | 3      | 0       | 0                    | 0                    | 1[ب]   | 0       | 4      | 0       |
| ثوروك              | 2008–09         | المؤتمر الجنوبي                  | 19     | 2       | 1                    | 0                    | 3[ج]   | 1       | 23     | 3       |
| (ستورتفورد)        | 2008–09         | المؤتمر الجنوبي                  | 13     | 1       | 0                    | 0                    | 0      | 0       | 13     | 1       |
| (ستورتفورد)        | 2009–10         | المؤتمر الجنوبي                  | 8      | 0       | 0                    | 0                    | 0      | 0       | 8      | 0       |
| (ستورتفورد)        | إجمالي          | إجمالي                           | 21     | 1       | 0                    | 0                    | 0      | 0       | 21     | 1       |
| (هيبريدج سوفتس)    | 2011–12         | الدوري الإستمي الدوري الأول شمال | 2      | 0       | 0                    | 0                    | 0      | 0       | 2      | 0       |
| "كرولي تاون"       | 2020–21         | الدوري الثاني                    | 1      | 0       | 1                    | 0                    | 0      | 0       | 2      | 0       |
| إحصائيات المهنة    | إحصائيات المهنة | إحصائيات المهنة                  | 55     | 4       | 2                    | 0                    | 5      | 1       | 62     | 5       |

## فيلموغرافيا
| السنة                | عنوان                                     | ملاحظات                       |
| -------------------- | ----------------------------------------- | ----------------------------- |
| 2010–2011            | الطريقة الوحيدة هي إيسكس                  | العادة                        |
| 2011                 | أنا شخصية مشهورةأخرجوني من هنا            | المرتبة الثانية في السلسلة 11 |
| 2012                 | فجر النهار                                | خبير صحي ضيف                  |
| 2012–2013, 2015–2017 | أخرجني من هنا: الشائعات                   | المشاركة في عرض               |
| 2012                 | "الليلات الهوليوودية" من مارك رايت        | المقدمة                       |
| 2012                 | القديسين والمذنبين من كرة القدم مارك رايت | المقدمة                       |
| 2013–2015            | مفاجأة مفاجأة                             | مراسل                         |
| 2014                 | حفلة مارك حول العالم                      | المقدمة                       |
| 2014                 | أرقصوا بشكل صارم                          | المتسابق                      |
| 2015–2017            | المهندسين                                 | المشاركة في عرض               |
| 2017–2020            | الإضافية                                  | المقدمة                       |
| 2019                 | البكر                                     | المقدمة                       |
| 2019                 | من تظن نفسك؟                              | المشارك                       |
| 2019                 | "أرجحوا الرقص الخاص "في عيد الميلاد       | المتسابق                      |
| 2021                 | مارك رايت: الفرصة الأخيرة                 | شخصية، وثائقي                 |
| 2023                 | التحديات المملكة المتحدة                  | المضيف                        |
| 2023                 | التحدي: بطولة العالم                      | المضيف المشارك                |
| 2023                 | مغامرة قديمة لـ مارك                      | الذات                         |